# Alexander Girardi
Alexander Girardi (Graz, 5 dicembre 1850 – Vienna, 20 aprile 1918) è stato un tenore austriaco.

## Biografia
Il padre era emigrato a Graz da Cortina d'Ampezzo.
Al Theater an der Wien nel 1875 è Blasoni nella prima assoluta di Cagliostro in Wien di Johann Strauss (figlio), nel 1876 Bob Calladwader nel successo della prima assoluta di Joconde di Carl Zeller, nel 1878 Andredl nella prima assoluta di Das verwunschene Schloss di Karl Millöcker e di Blindekuh di Strauss.
Sempre nel 1878 è Bob Calladwader i Joconde a Lipsia.
Sempre al Theater an der Wien nel 1880 è Don Sancho d'Avellaneda y Villapinquedones nella prima assoluta di Das Spitzentuch der Königin di Strauss e Fürst Brutschesko nella prima assoluta di Apajune der Wassermann di Millöcker, nel 1881 Plinchard nel successo della prima assoluta di Die Jungfrau von Belleville di Millöcker e Filippo Sebastiani nel successo della prima assoluta di Der lustige Krieg di Strauss, nel 1882 Symon Rymanovicz nel successo della prima assoluta di Der Bettelstudent di Millöcker, nel 1883 nella prima assoluta di Die Afrikareise di Franz von Suppé e Caramello in Eine Nacht in Venedig (operetta), nel 1884 Benozzo nella prima assoluta di Gasparone di Millöcker e Piffkow nella prima assoluta di Der Feldprediger di Millöcker e nel 1885 Kálmán Zsupán nel successo della prima assoluta di Der Zigeunerbaron.
Ancora nel 1885 è Don Arias nella prima assoluta di Le Cid di Jules Massenet con Jean de Reszke, Édouard de Reszke e Louis Mérante al Palais Garnier di Parigi.
Al Theater an der Wien nel 1886 è Punto nella prima assoluta di Der Vizeadmiral di Millöcker, nel 1887 nella prima assoluta di Die sieben Schwaben di Millöcker e Arnim von Grübben-Gouverneur nella prima assoluta di Simplicius di Strauss e nel 1890 Jonathan Tripp nel successo della prima assoluta di Der arme Jonathan di Millöcker, nel 1891 Adam der Vogelhändler nella prima assoluta di Der Vogelhändler di Zeller, nel 1893 Kassim Pascha nella prima assoluta di Fürstin Ninetta alla presenza dell'imperatore Francesco Giuseppe I d'Austria, nel 1894 Martin nella prima assoluta di Der Obersteiger di Zeller e Mirko nella prima assoluta di Jabuka alla presenza di Johannes Brahms, nel 1895 Erasmus Friedrich Müller nella prima assoluta di Waldmeister di Strauss, nel 1902 nelle prime assolute di Der Fremdenführer di Carl Michael Ziehrer e di Wiener Frauen di Franz Lehár e nel 1904 nella prima assoluta di Die Juxheirat di Lehár.
Nel 1907 è Arturo Buklaw in Lucia di Lammermoor al Grand Théâtre de Monte Carlo.
Nel 1912 è Pali Rácz nella prima assoluta di Der Zigeunerprimas di Emmerich Kálmán a Vienna.
Nel 1913 canta nella prima assoluta di Der Nachtschnellzug di Leo Fall al Theater an der Wien e gira il film Der Millionenonkel.
È sepolto al Zentralfriedhof.